# Dilidjan
Dilidjan (en arménien Դիլիջան, anciennement Hovk) est une ville d'Arménie située dans le marz de Tavush. Située à 99 km d'Erevan, cette ville dont l'économie repose principalement sur l'industrie manufacturière compte 15 656 habitants en 2008.

## Géographie
Dilidjan se trouve sur les rives de la rivière Aghstev sur une longueur de plus de 20 km et à une hauteur de 1 500 m d’altitude.
La vallée est entourée par les montagnes du Petit Caucase au nord et par le col de Semyonovka au sud.
Les zones montagneuses, les chaînes montagnes Bazum et Pambak, sont toutes couvertes d'épaisses forêts occupant un territoire de plus de 34 000 hectares.
Atteignant les plus hauts sommets des montagnes, les forêts se transforment en prairies alpines.
De nombreux autres affluents de la rivière Aghstev traversent la ville.

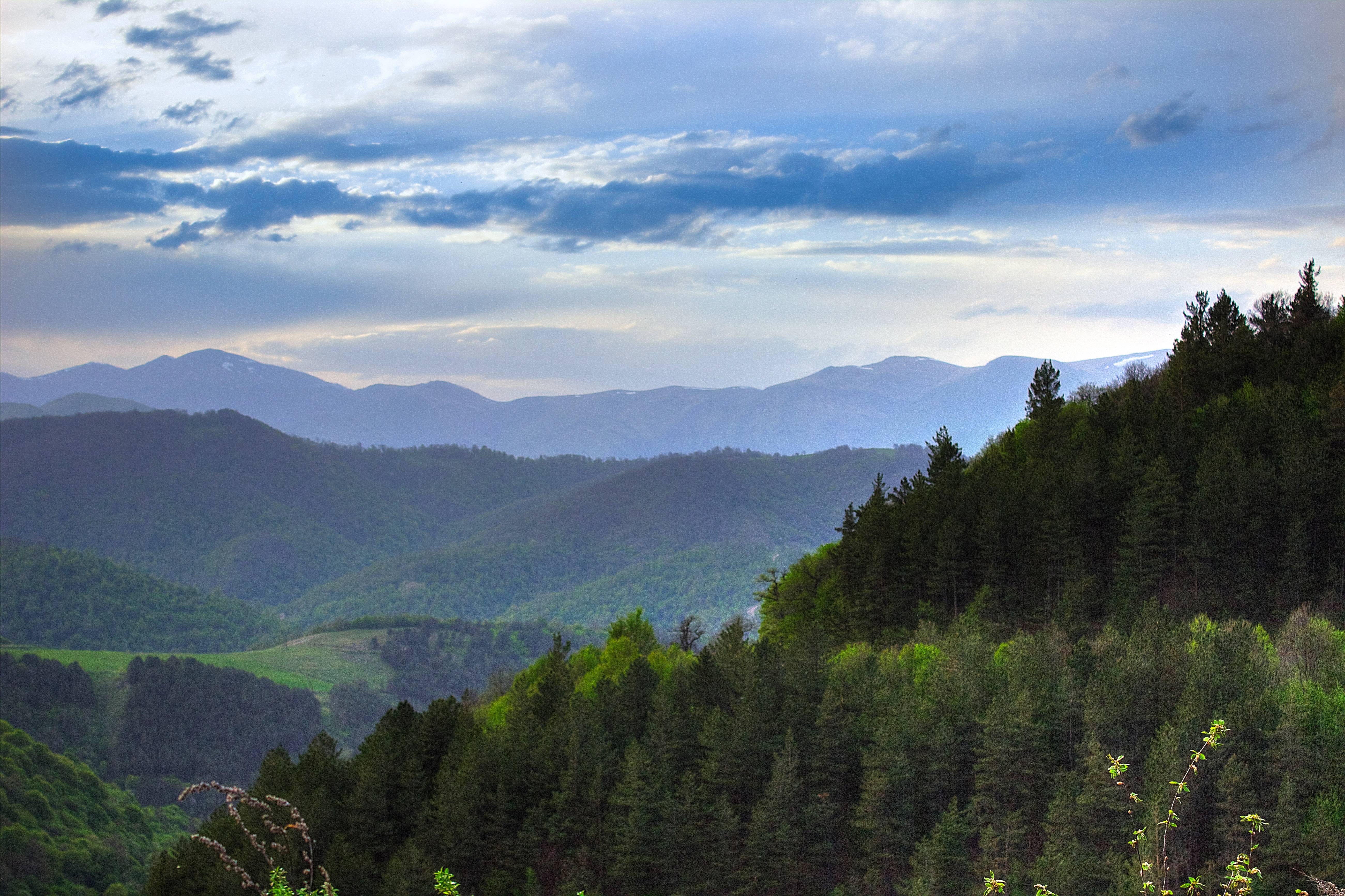
Parc national de Dilijan.
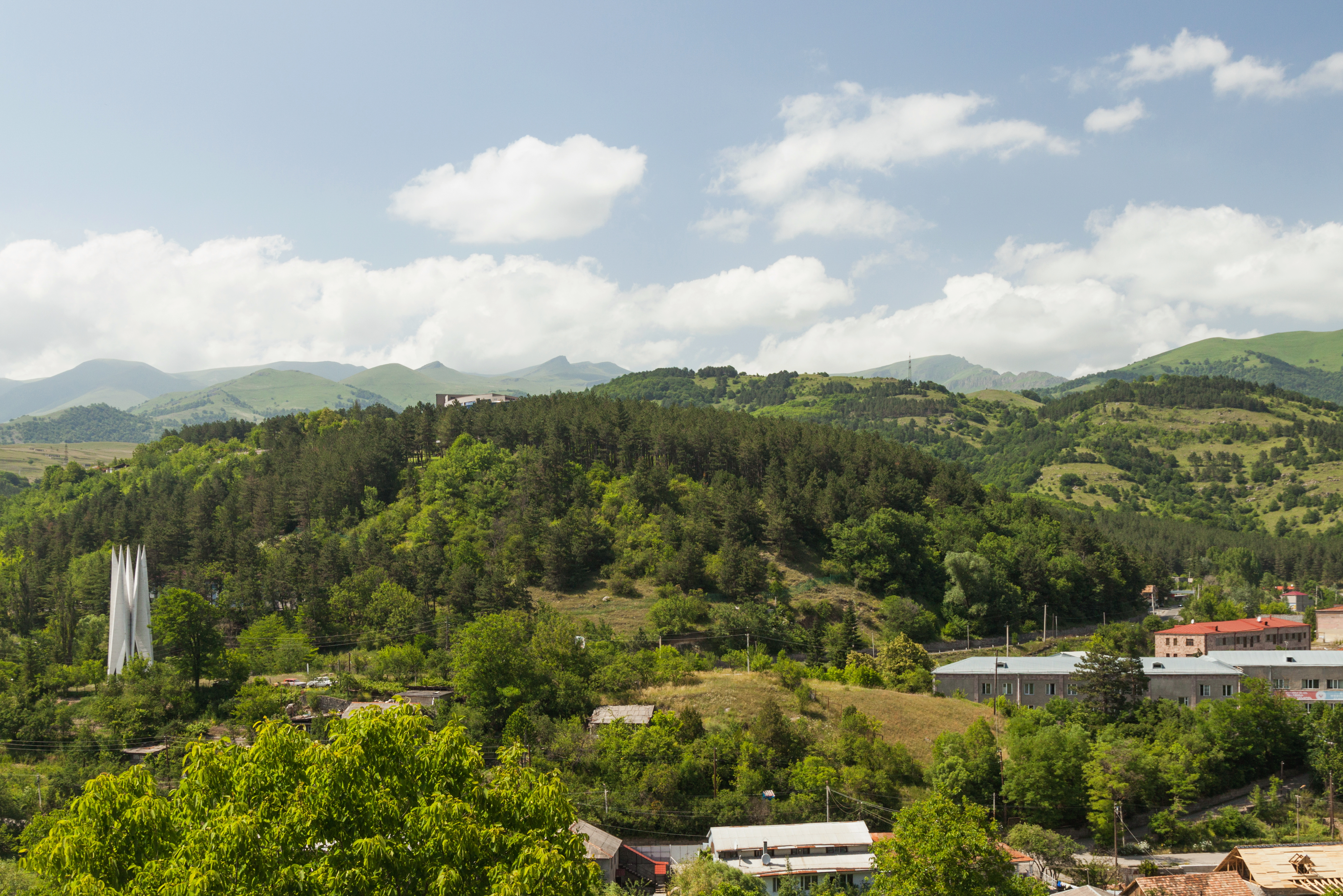
Forêts de Dilijan.
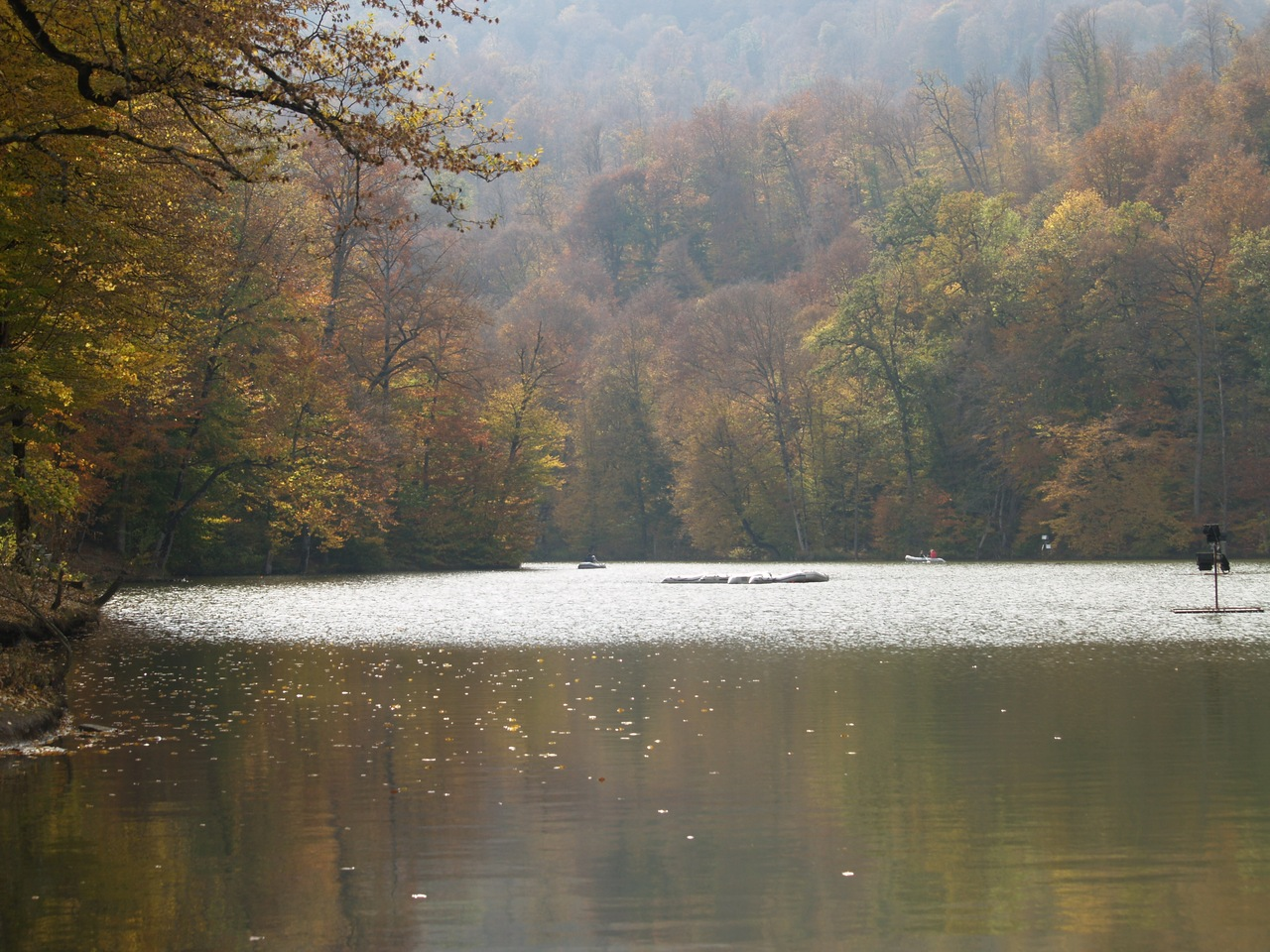
Lac Parz.

## Démographie
Depuis 1976, l'évolution démographique de Dilidjan a été :
| 1976   | 1989   | 1991   | 2001   | 2004   | 2015   |
| ------ | ------ | ------ | ------ | ------ | ------ |
| 24 056 | 30 433 | 30 400 | 16 202 | 16 100 | 23 700 |

| 2016   | 2017   | 2018   | 2019   | 2020   | - |
| ------ | ------ | ------ | ------ | ------ | - |
| 16 600 | 17 500 | 17 400 | 17 400 | 17 200 | - |

| Histogramme de l'évolution démographique de Dilidjan |        |
| \| 1976 \| 24 056 \| \| 1989 \| 30 433 \| \| 1991 \| 30 400 \| \| 2001 \| 16 202 \| \| 2004 \| 16 100 \| \| 2015 \| 23 700 \| \| 2016 \| 16 600 \| \| 2017 \| 17 500 \| \| 2018 \| 17 400 \| \| 2019 \| 17 400 \| \| 2020 \| 17 200 \| |        |
| 1976 | 24 056 |
| 1989 | 30 433 |
| 1991 | 30 400 |
| 2001 | 16 202 |
| 2004 | 16 100 |
| 2015 | 23 700 |
| 2016 | 16 600 |
| 2017 | 17 500 |
| 2018 | 17 400 |
| 2019 | 17 400 |
| 2020 | 17 200 |

## Tourisme
La ville est réputée pour la préservation de l'habitat traditionnel et pour son eau minérale.
Le Parc national de Dilidjan, où est notamment situé le lac Parz, est proche de la ville.
Dilidjan est traversée par la M4 et la M8 .

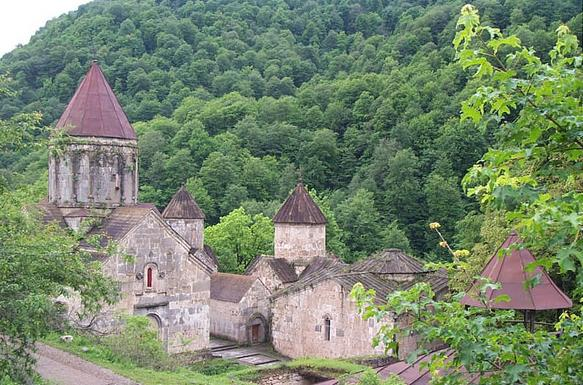
Monastère de Haghartsin, non loin.
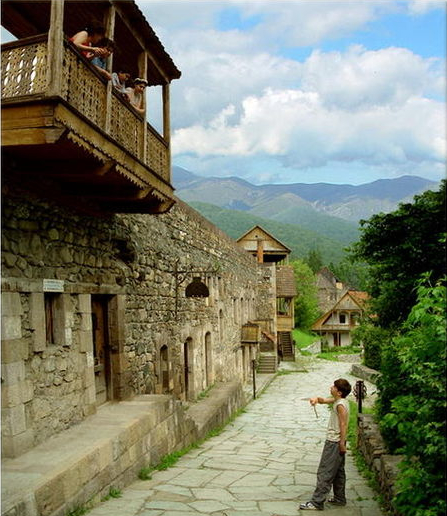
Une rue de Dilidjan.

## Jumelages
Dilidjan est jumelée avec:
| Ville | Ville      | Pays | Pays     | Période     |
| ----- | ---------- | ---- | -------- | ----------- |
|       | Delidjan   |      | Iran     | depuis 2017 |
|       | Gourdjaani |      | Géorgie  |             |
|       | Piatigorsk |      | Russie   | depuis 2018 |
|       | Roman      |      | Roumanie | depuis 2012 |